# Jamar Akoh
 (juillet 2019).
Jamar Akoh, né le 1er janvier 1996 à Rancho Cucamonga, en Californie, est un joueur américain de basket-ball. Il évolue au poste d'ailier fort.

## Biographie

### Carrière universitaire
En octobre 2014, il entre à l'université d'État de Californie en provenance du lycée Los Osos à Rancho Cucamonga, en Californie. Entre 2014 et 2016, il joue pour les Titans de Cal State Fullerton.
En août 2016, il choisit de changer d'université et de partir à l'université du Montana. En raison des règles de transfert de la NCAA, Akoh est obligé de rester à l'écart pendant la saison 2016-2017. Entre 2017 et 2019, il joue pour les Grizzlies du Montana. Pour sa dernière saison dans le Montana en 2018-2019, il a des moyennes de 15,4 points à 59 % aux tirs, 8,5 rebonds et 1,7 interception en 28,5 minutes par match. 

### Carrière professionnelle
Le 20 juin 2019, il n'est pas sélectionné lors de la draft 2019 de la NBA.
Le 12 juillet 2019, il signe son premier contrat professionnel en France à la Chorale Roanne Basket, promu en première division. Akoh ne joue aucune rencontre avec Roanne.

## Statistiques

### Universitaires
| Saison    | Équipe              | Matchs | Titul. | Min./m | % Tir | % 3pts | % LF | Rbds/m. | Pass/m. | Int/m. | Ctr/m. | Pts/m. |
| --------- | ------------------- | ------ | ------ | ------ | ----- | ------ | ---- | ------- | ------- | ------ | ------ | ------ |
| 2014-2015 | Cal State Fullerton | 30     | 0      | 14,4   | 39,2  | 28,6   | 47,4 | 2,50    | 0,40    | 0,43   | 0,20   | 2,60   |
| 2015-2016 | Cal State Fullerton | 29     | 26     | 26,3   | 38,9  | 12,5   | 60,7 | 6,31    | 1,48    | 0,45   | 0,31   | 6,10   |
| 2017-2018 | Montana             | 34     | 34     | 25,9   | 57,0  | 20,0   | 66,7 | 6,62    | 1,09    | 0,88   | 0,68   | 12,79  |
| 2018-2019 | Montana             | 15     | 15     | 28,5   | 58,8  | 0,0    | 60,0 | 8,53    | 1,73    | 1,80   | 0,33   | 15,40  |
| Total     |                     | 108    | 75     | 23,2   | 51,1  | 20,0   | 61,9 | 5,66    | 1,09    | 0,77   | 0,40   | 8,53   |

## Palmarès

### Palmarès en club
- All-Big Sky Third Team (2018)